# Pamelia
Ne doit pas être confondu avec Pamelia Center.
Pamelia est une ville située dans le comté de Jefferson, dans l'État de New York, aux États-Unis,. En 2010, elle comptait une population de 3 160 habitants.

## Démographie
Lors du recensement de 2010, la ville comptait une population de 3 160 habitants. Elle est estimée, en 2016, à 3 007 habitants.